# 贝希哈尔
贝希哈尔，是西班牙安达卢西亚自治区哈恩省的一个市镇。总面积43平方公里，总人口3143人（2001年），人口密度73人/平方公里。